# Hrabstwo Crawford (Indiana)

Piramida wieku hrabstwa

Hrabstwo Crawford (ang. Crawford County) – hrabstwo w stanie Indiana w Stanach Zjednoczonych.

## Geografia
Według spisu z 2010 roku obszar całkowity hrabstwa obejmuje powierzchnię 308,72 mili2 (799,58 km²), z czego 305,64 mili2 (791,6 km²) stanowią lądy, a 3,08 mili2 (7,98 km²) stanowią wody. Według szacunków United States Census Bureau w roku 2012 miało 10 665 mieszkańców. Jego siedzibą administracyjną jest English.

### Miasta
- Alton
- English
- Milltown
- Marengo
- Leavenworth